# M28/29「大衛·克羅克特」無後座力炮

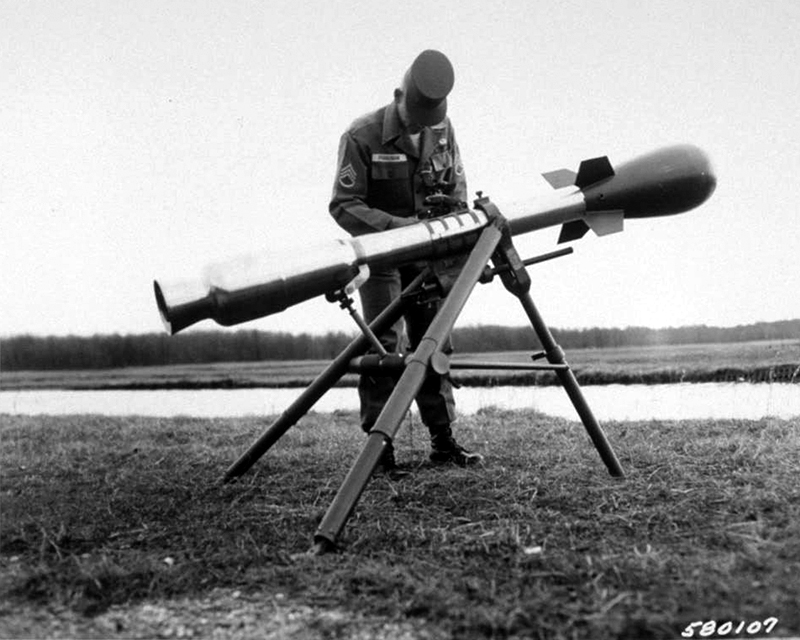
装在发射器上的大衛·克羅克特砲弹

M28/29「大衛·克羅克特」無後座力炮（英語：M28/M29 Davy Crockett Recoiless Gun）是冷戰時期一款美制無後座力炮，同時亦是世上最小型的核武，以美國十九世紀初著名民間英雄大衛·克洛科特命名。

## 開發歷程
大衛·克羅克特無後座力炮是美國在1950年代末期研發的武器，為了在西德對抗蘇聯部隊，操作此裝置的小型核子戰鬥群在邊境每隔數公里便被部署一個來防衛蘇聯入侵，這些戰鬥群將利用核砲彈的力量消灭或使推进中的部隊集群瘫痪，並將地域輻射化使其在48小時內無法進入，使北约有足夠的時間動員部隊。

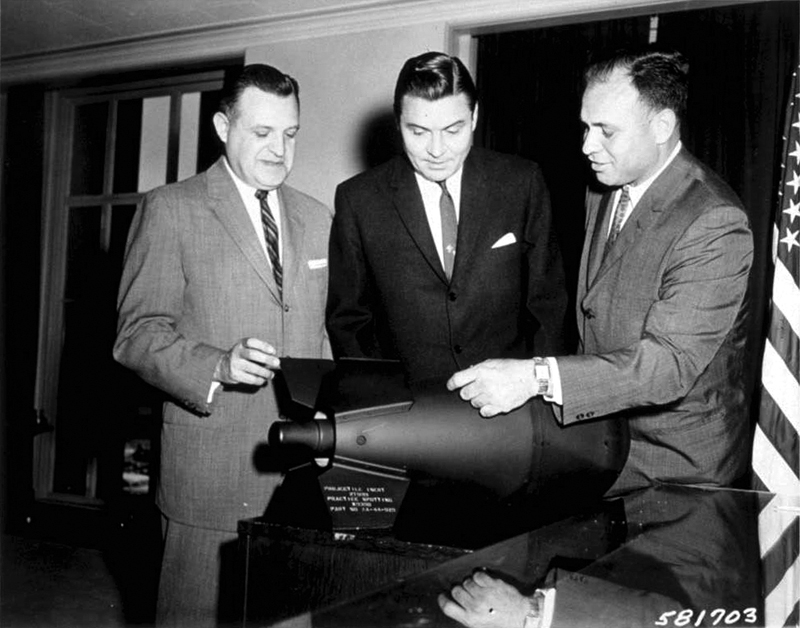
視察大衛·克羅克特無後座力炮的美國官員

M388砲彈使用W54彈頭，一種非常小的核分裂裝置，重約23公斤，可選擇10或20噸當量的設定（接近一個核分裂彈頭實際可用的最小尺寸和當量）。
該炮有兩款型號：120mm的M28射程約兩公里，155mm的M29射程約四公里，兩者皆使用同一種彈體，可架在三腳架、卡車或裝甲運兵車上，操作組員三名。
在測試時這兩種發射器皆被證實準確度極低，所以此砲彈的最大效用在於它的大量輻射污染，即使在低當量的設定，M388仍可在150公尺的距離產生幾乎立即致死的輻射劑量（超過100西弗），並在400公尺範圍產生可能致死劑量（約6西弗）。
常見的迷思是認為若沒有對爆炸或輻射的屏蔽或保護，大卫·克罗克特的組員在接戰後不太可能存活，又或認為此武器的爆炸範圍大於它的射程。事實上，雖然此武器可能會被不適任的組員射到危險近的距離，但兩個版本的最大射程皆遠大於輻射、熱能、衝擊波或碎片會對組員造成直接傷害高危險範圍，即使在少如只有120mm版本最大射程一半的距離（1公里），任何立即性不適反應的可能皆不高。
彈頭在1962年7月7日在內華達測試場進行試爆，並在7月17日為大卫·克罗克特進行了距離2.72公里的實射測試，這是內華達測試場的最後一次大氣層試爆。
美國從1956年開始，共製造了2,100枚大卫·克罗克特，並在1961-1971年部署於美國陸軍。
其他版本的W54彈頭也被用於特殊核子爆破武器（Special Atomic Demolition Munition）AIM-26A 隼式飛彈(AIM-26 Falcon)。

## 流行文化
- 2004年—《合金装备3 食蛇者》（Metal Gear Solid 3: Snake Eater）
- 2020年12月31日—《拆彈專家2》（Shock Wave 2）

## 外部連結
- M-28/29 Davy Crockett, the World’s Smallest Nuclear Weapon
- Facts about the "Davy Crockett" launcher and warhead
- Loaded and unloaded M29 Davy Crockett
- and Height of Burst Switch
- D/C Launching Piston
- Characteristics of all US nuclear weapons designs
- DCs in 3rd Armored Division Archive.today的存檔，存档日期2013-01-16
- DCs on the highway Archive.today的存檔，存档日期2013-01-16
- President Kennedy questions Davy Crockett crewmen Archive.today的存檔，存档日期2013-01-16
- DC Souvenirs
- See John Marshall's Davy Crockett write up in the 3rd Bn, 36th Infantry section （页面存档备份，存于）
- Davy Crocketts in Southern Avenue of Fulda Gap
- Davy Crocketts during Oct 62 Cuban Crisis (Southern Avenue of Fulda Gap)-- see especially bottom of jchorazy's Page 12
- Video showing testing of device on youtube.com （页面存档备份，存于）
- Operation Ivy Flats （页面存档备份，存于） — testing of the Davy Crockett, 1962 (17:46)
- Wee Gwen - a UK weapon similar to Davy Crockett （页面存档备份，存于）